# Arundel Castle (Schiff)
Die Arundel Castle (II) war ein 1921 in Dienst gestelltes Passagierschiff, das für die britische Reederei Union-Castle Line im Passagier- und Postverkehr zwischen Großbritannien und Südafrika eingesetzt wurde. Das Schiff, das zu den damals größten und schnellsten auf seiner Route gehörte, diente im Zweiten Weltkrieg als Truppentransporter und wurde 1959 abgewrackt. In den fast 40 Dienstjahren legte die Arundel Castle 3.475.565 Seemeilen zurück, davon 600.000 in Kriegszeiten.

## Vorgeschichte
Zu Beginn des 20. Jahrhunderts entbrannte unter den führenden Reedereien die Vorherrschaft im Handelsverkehr auf dem Nordatlantik. Eine dieser Reedereien war die britische Union-Castle Line, die im Jahr 1900 durch die Fusion der Union Steamship Company Ltd. (Union Line, gegründet 1857) und der Castle Mail Packet Company Ltd. (Castle Line, gegründet 1862) entstanden war. 1910 stellte das Unternehmen zwei neue große Dampfer in Dienst, die beiden 13.000-Tonner Balmoral Castle und Edinburgh Castle. Diese beiden Schiffe konnten aber immer noch nicht mit der Konkurrenz auf der Transatlantikroute zwischen Europa und Nordamerika mithalten.
Im Februar 1913 orderte die Union-Castle Line deshalb bei der Schiffswerft Harland & Wolff im nordirischen Belfast zwei neue große Expressliner für ihren Passagier- und Postdienst nach Südafrika. Dies war eine der damals wichtigsten Handelsverbindungen Großbritanniens. Beide Schiffe sollten ein Merkmal haben, das bis dahin nur wenigen Passagierschiffen zu Eigen gewesen war: Vier Schornsteine. Der Plan sah es vor, dass bis 1915 mindestens eines der beiden Schiffe einsatzbereit sein sollte. Mit dem Ausbruch des Ersten Weltkriegs 1914 wurden die Pläne der Reederei jedoch durchkreuzt. Zunächst wurde davon ausgegangen, dass der Krieg nur wenige Monate dauern würde. Am 6. November 1915 wurde das erste der beiden Schiffe auf Kiel gelegt. Es sollte den Namen Amroth Castle erhalten, nach dem Ort in Pembrokeshire, an dem der Reedereigründer Owen Philipps, 1. Baron Kylsant aufgewachsen war.
Zu diesem Zeitpunkt zeichnete sich jedoch bereits ab, dass der Krieg nicht so schnell vorbei sein würde. Es wurde daher beschlossen, dass das Schiff als Truppentransporter fertiggestellt werden sollte. Kurz darauf entschied man sich, einen Hilfskreuzer (Armed Merchant Cruiser) aus dem Schiff zu machen. All diese Pläne blieben unausgeführt, ohne, dass mit der Arbeit an dem zweiten Schiff überhaupt begonnen worden war. Erst nach Kriegsende wurde der Bau fortgesetzt. 1919 lief das vier Jahre zuvor auf Kiel gelegte Schiff vom Stapel. Statt Amroth Castle wurde es nun auf den Namen Arundel Castle getauft. Es war das zweite Schiff in der Geschichte des Unternehmens, das diesen Namen bekam: Bereits 1894 erhielt ein Neubau der Castle Line den Namen Arundel Castle. Sie war das 54. Schiff, das seit der Titanic bei Harland & Wolff gebaut wurde.
Der vor dem Krieg geschlossene Vertrag sah noch ein Schwesterschiff vor, sodass im selben Jahr der Kiel der Windsor Castle (18.967 BRT) gelegt wurde. Wegen Kapazitätsmangel bei Harland & Wolff wurde diese bei John Brown & Company vollendet, wo schon die Lusitania und die Mauretania entstanden waren. Obwohl die Baupläne beider Schiffe vor dem Ersten Weltkrieg ausgefertigt worden waren, wurde nichts am ursprünglichen Design geändert. Beide Schiffe erhielten die vorgesehenen vier Schornsteine, einen dunklen eleganten Rumpf und weiß gestrichene Decksaufbauten. Sie waren zwei von nur 14 Schiffen mit vier Schornsteinen, die je gebaut wurden und die einzigen beiden davon, die nicht für den Nordatlantikverkehr zwischen Europa und Nordamerika in Dienst gestellt wurden. Außerdem waren sie die beiden einzigen Vierschornsteiner in der Geschichte der Union-Castle-Line.

## Frühe Jahre
Das 18.980 BRT große Dampfturbinenschiff Arundel Castle lief letztendlich am 11. September 1919 bei Harland & Wolff vom Stapel. Sie war 201,47 Meter lang und 21,95 Meter breit. Zur Ausstattung gehörten ein Schwimmbad, ein Gymnastikraum sowie elektrisch betriebene Aufzüge. Das Schiff hatte neben den vier Schornsteinen zwei Masten und zwei Propeller und konnte eine Höchstgeschwindigkeit von 17 Knoten erreichen. Das Schiff, das 1170 Passagiere aufnehmen konnte, verfügte über genügend Rettungsboote für alle Passagiere und Besatzungsmitglieder. Hinter dem vierten Schornstein befanden sich zwei Davits, die zusammen zwölf Rettungsboote tragen konnten.
Am 22. April 1921 lief der Dampfer unter dem Kommando von Kapitän T. J. Bremner zu seiner Jungfernfahrt nach Kapstadt aus. Als gegen Ende der Jungfernfahrt East London angesteuert wurde, wurde das Wetter so schlecht, dass dort Ladung weder entladen noch aufgenommen werden konnte. Dies führte dazu, dass East London aus dem Fahrplan der Reederei gestrichen wurde. Die Arundel Castle war das erste Passagierschiff seit der 1914 in Dienst gestellten Aquitania der Cunard Line, das über vier Schornsteine verfügte. Sie und ihr Schwesterschiff Windsor Castle waren zu dem Zeitpunkt die größten und schnellsten Schiffe der Union-Castle Line.
Im September 1923 reiste Jan Christiaan Smuts an Bord der Arundel Castle zur Reichskonferenz nach London. Später im selben Jahr fiel ein Seemann über Bord und ertrank. Die Passagiere dieser Reise sammelten die damals große Summe von 350 Pfund Sterling für die Hinterbliebenen. Im November 1926 stieß die Arundel Castle aus Southampton kommend mit dem 1400-Tonnen-Küstenschiff Maud Llewellyn zusammen. Keines der beiden Schiffe wurde ernsthaft beschädigt.

## Modernisierung und späte Jahre

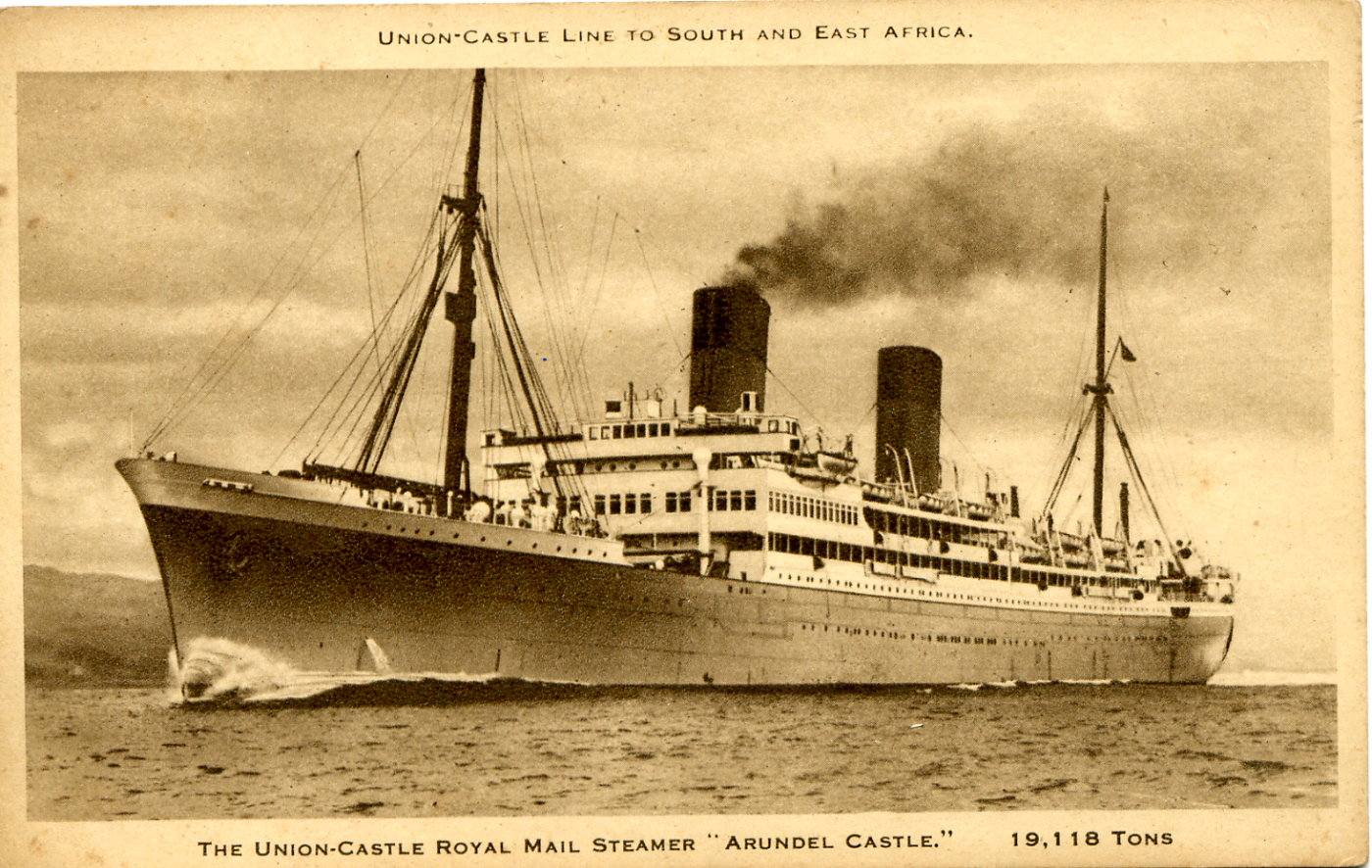
Die Arundel Castle nach ihrem Umbau 1936 mit nur zwei Schornsteinen

Sowohl die Arundel Castle als auch ihr Schwesterschiff Windsor Castle erwiesen sich während der 1920er und frühen 1930er Jahre als profitable Schiffe. Um jedoch wettbewerbsfähig zu bleiben und weiterhin modern zu erscheinen, wurden beide Schiffe Ende 1936 bei Harland & Wolff grundlegend umgebaut. Die vier Schornsteine wurden demontiert und durch zwei neue, kürzere ersetzt. Sie bekamen außerdem einen neuen Bug, neue Turbinen und neue Kessel.
Durch die Umbauten verlängerte sich der Rumpf um 25 Fuß (7,62 Meter). Zusätzlich wurde von Kohle- auf Ölverbrennung umgestellt, was die bis dahin höchstmögliche Reisegeschwindigkeit um drei Knoten anhob. Das neue Design wurde weltweit gelobt und fand großen Anklang. Im September 1937 trat die Arundel Castle nach neun Monaten wieder in den Passagierverkehr ein.
Während des Zweiten Weltkriegs, in dem ihr Schwesterschiff Windsor Castle verloren ging, diente die Arundel Castle hauptsächlich als Truppentransporter im Mittelmeerraum. Beide Schiffe nahmen unter anderem am Afrikafeldzug teil. Nach Kriegsende brachte sie britische Truppen von Deutschland via Schweden nach Hause und andere und von Marseille nach Liverpool. Sie wurde nicht sofort nach Ende des Zweiten Weltkriegs wieder in die Handelsschifffahrt entlassen, sondern behielt ihren Zweck vorerst bei.
Erst 1949 wurde die Arundel Castle wieder zu ihrer Bauwerft geschickt, um dringend benötigte Renovierungen vornehmen zu lassen. Im September 1950 kehrte sie in den Dienst der Union-Castle Line zurück und war damit das letzte Schiff der Reederei, das nach dem Kriegseinsatz zurückkehrte. Sieben Jahre später, am 12. April 1957, legte sie zu ihrer 200. Überfahrt ab. Am 5. Dezember 1958 legte die Arundel Castle, die fast 40 Jahre zuvor vom Stapel gelaufen war, in Kapstadt zu ihrer 211. und letzten Fahrt ab. Anfang 1959 wurde sie für 245.500 Pfund Sterling zum Abbruch nach Hongkong verkauft und bei der Chiap Hua Manufactory Company Ltd. in Kowloon abgewrackt.